# 奈良県道108号大和郡山広陵線
奈良県道108号大和郡山広陵線（ならけんどう108ごう やまとこおりやまこうりょうせん）は、奈良県大和郡山市から北葛城郡広陵町に至る一般県道である。

## 概要
大和郡山市新紺屋町から北葛城郡広陵町大字百済に至る。

### 路線データ
- 起点：大和郡山市新紺屋町（新紺屋町交差点、奈良県道144号大和郡山上三橋線交点）
- 終点：北葛城郡広陵町大字百済（奈良県道112号田原本広陵線交点）
- 不通区間：生駒郡斑鳩町大字高安・生駒郡安堵町大字東安堵

## 路線状況
重複区間や複雑な交差点、直角に曲がったりする所が多く、また片側2車線になったり1.5車線程度の部分があったり、一部区間が離れて存在するなど、トレースすることが難しい。

### 別名
- 大和中央道（今国府町交差点 - 結崎工業団地交差点）

### 重複区間
- 国道25号（大和郡山市筒井町・筒井町交差点 - 大和郡山市筒井町・筒井交番西交差点）
- 奈良県道109号天理斑鳩線（大和郡山市額田部寺町 - 大和郡山市額田部南町・板屋ヶ瀬橋北詰交差点）
- 奈良県道36号天理王寺線（磯城郡川西町大字結崎・結崎工業団地交差点 - 磯城郡川西町大字結崎）

別線
- 奈良県道109号天理斑鳩線（大和郡山市西町・大和まほろばスマートIC北側 / 大和まほろばスマートIC南側交差点 - 大和郡山市額田部南町・板屋ヶ瀬橋北詰交差点）

### 道路施設

#### 橋梁
- 天井跨道橋（関西本線、大和郡山市）
- 板屋ヶ瀬橋（大和川、大和郡山市 - 磯城郡川西町）
- 宮前橋（寺川、磯城郡川西町）
- 唐院橋（飛鳥川、磯城郡川西町）
- 新小柳橋（曽我川、磯城郡三宅町 - 北葛城郡広陵町）

## 地理

### 通過する自治体
- 奈良県
  - 大和郡山市 - 磯城郡川西町 - 磯城郡三宅町 - 北葛城郡広陵町
  - 生駒郡斑鳩町 - 生駒郡安堵町（別線）

### 交差する道路
| 交差する道路                                                            | 市町村名   | 市町村名   | 交差する場所 | 交差する場所                                                                          |
| ----------------------------------------------------------------------- | ---------- | ---------- | ------------ | ------------------------------------------------------------------------------------- |
| 奈良県道144号大和郡山上三橋線                                           | 大和郡山市 | 大和郡山市 | 新紺屋町     | 新紺屋町交差点 / 起点                                                                 |
| 奈良県道249号大和郡山環状線                                             | 大和郡山市 | 大和郡山市 | 杉町         | 杉町交差点                                                                            |
| 国道25号 重複区間起点 奈良県道193号筒井二階堂線                         | 大和郡山市 | 大和郡山市 | 筒井町       | 筒井町交差点                                                                          |
| 国道25号 重複区間終点                                                   | 大和郡山市 | 大和郡山市 | 筒井町       | 筒井交番西交差点                                                                      |
| 奈良県道148号平端停車場線                                               | 大和郡山市 | 大和郡山市 | 額田部北町   |                                                                                       |
| 奈良県道109号天理斑鳩線 重複区間起点                                    | 大和郡山市 | 大和郡山市 | 額田部寺町   |                                                                                       |
| 奈良県道108号大和郡山広陵線 / 別線 奈良県道109号天理斑鳩線 重複区間終点 | 大和郡山市 | 大和郡山市 | 額田部南町   | 板屋ヶ瀬橋北詰交差点                                                                  |
| 奈良県道36号天理王寺線 重複区間起点                                     | 磯城郡     | 川西町     | 大字結崎     | 結崎工業団地交差点                                                                    |
| 奈良県道36号天理王寺線 重複区間終点                                     | 磯城郡     | 川西町     | 大字結崎     |                                                                                       |
| 奈良県道197号結崎田原本線                                               | 磯城郡     | 川西町     | 大字結崎     |                                                                                       |
| 奈良県道36号天理王寺線                                                  | 磯城郡     | 川西町     | 大字唐院     | 唐院交差点                                                                            |
| 奈良県道14号桜井田原本王寺線                                            | 北葛城郡   | 広陵町     | 大字弁財天   | 鳥居大橋交差点                                                                        |
| 奈良県道112号田原本広陵線                                               | 北葛城郡   | 広陵町     | 大字百済     | 終点                                                                                  |
| 別線（大和郡山市今国府町 - 大和郡山市額田部南町）                       |            |            |              |                                                                                       |
| 国道25号 奈良県道249号大和郡山環状線                                    | 大和郡山市 | 大和郡山市 | 今国府町     | 今国府町交差点 / 別線起点                                                             |
| E25 西名阪自動車道 奈良県道109号天理斑鳩線 重複区間起点                 | 大和郡山市 | 大和郡山市 | 西町         | 大和まほろばスマートIC北側交差点 大和まほろばスマートIC南側交差点 4-1 大和まほろばSIC |
| 奈良県道108号大和郡山広陵線 / 現道 奈良県道109号天理斑鳩線 重複区間終点 | 大和郡山市 | 大和郡山市 | 額田部南町   | 板屋ヶ瀬橋北詰交差点 / 別線終点                                                       |
| 別線（大和郡山市小泉町 - 生駒郡斑鳩町高安1丁目）                        |            |            |              |                                                                                       |
| 国道25号 奈良県道9号奈良大和郡山斑鳩線                                  | 大和郡山市 | 大和郡山市 | 小泉町       | 小泉町交差点 / 別線起点                                                               |
| 別線（生駒郡斑鳩町大字高安 - 生駒郡安堵町大字窪田）                     |            |            |              |                                                                                       |
| 奈良県道109号天理斑鳩線                                                 | 生駒郡     | 安堵町     | 大字東安堵   | 安堵町役場東交差点                                                                    |

### 交差する鉄道
- 関西本線
- 近鉄橿原線
- 近鉄田原本線

### 沿線
- 青心会郡山青藍病院
- 大和郡山市立郡山南小学校
- 郡山警察署
  - 筒井交番
- 奈良県立盲学校
- 奈良県立ろう学校
- 奈良県中央卸売市場
- 近鉄橿原線 筒井駅
- 大和郡山市立昭和小学校
- パナソニック
- ハウス食品奈良工場
- 近鉄橿原線・近鉄天理線 平端駅
- 奈良県浄化センター
- 川西町役場
- 広陵町立広陵東小学校
- 鳥の山古墳
- 奈良県第二浄化センター
- 額安寺

別線
- 安堵町立安堵中学校